# لفوت بايين (كوركا)
لفوت بایین (بالفارسية: لفوت پایین) هي قرية تقع في إيران في قسم كورکا الريفي. يقدر عدد سكانها بـ 232 نسمة بحسب إحصاء 2016.